# Val di Mello
La val di Mello è una valle laterale della val Masino in provincia di Sondrio. Fa parte del comune di Val Masino.

## Descrizione
L'origine del nome è da ricercarsi nel paese di Mello, comune non contiguo alla valle, in quanto posizionato circa 20 km più a Ovest, sulla Costiera dei Cech, i cui abitanti (melat) fin dai secoli passati hanno diritto di pascolo in questa valle.
La Val di Mello inizia dal paese di San Martino e termina contro il gruppo del monte Disgrazia, precisamente contro la sua anticima o Monte Pioda, anche se la vetta del Monte Disgrazia risulta visibile al di là della cresta spartiacque.
Il versante sinistro orografico della val di Mello, che è grossolanamente orientata da ovest a est, risulta quindi esposto a nord e ombroso ed è caratterizzato da valloni brevi e molto ripidi, molto selvaggi e poco frequentati da escursionisti ed arrampicatori.
Il versante opposto, in pieno sole, presenta invece alcuni grandi valloni secondari, a partire dalla testata la val Cameraccio, la val Torrone, la val di Zocca, la val Qualido e la val del Ferro, caratterizzati da stupende pareti rocciose, spettacolari circhi morenici e pianori alternati a salti percorsi da cascate.
Attualmente i fenomeni glaciali sono molto ridotti all'estremità superiore dei circhi ed i piccoli ghiacciai rimasti, tranne qualche eccezione, sono poco più che nevai perenni.
Un famoso sentiero in quota, detto sentiero Roma, proveniente e terminante in valli adiacenti, collega le testate dei grandi valloni secondari con un percorso escursionistico certamente tra i più spettacolari delle Alpi.
Ma l'aspetto più caratteristico di tutta la valle e delle sue valli laterali è l'enorme estensione delle pareti rocciose che si presentano lisce, chiare e luminose e creano un paesaggio estremamente particolare spingendosi dalle più alte vette, che superano i tremila metri, fino a lambire il fondovalle al di sotto dei mille metri di quota. La natura litologica della zona, in gran parte caratterizzata da una roccia granitoide detta ghiandone, molto compatta ed idonea all'arrampicata, unita appunto all'estensione delle pareti rocciose, fanno della val di Mello una delle destinazioni scelte dagli arrampicatori.
Le sue caratteristiche la rendono una meta appetibile per escursionisti, alpinisti e amanti della montagna.

## Riserva naturale

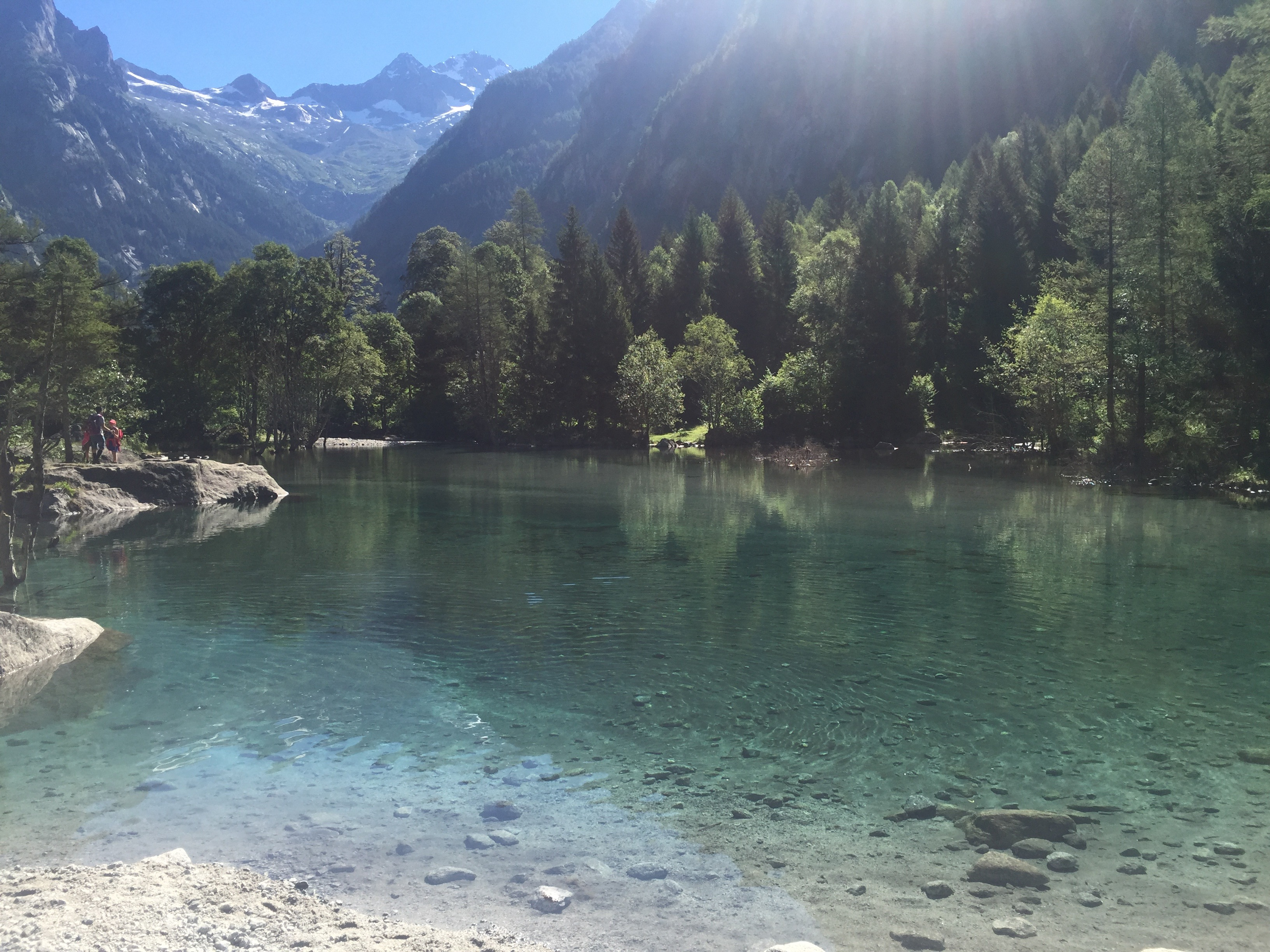
Uno scorcio del lago alpino della Val di Mello

Nel gennaio 2009 la Regione Lombardia ha riconosciuto la Val di Mello come riserva naturale, divenendo così l'area protetta più vasta della Lombardia.
La riserva consiste di tre zone: una riserva "integrale", una riserva "paesaggistica" e una riserva "orientata".
La riserva integrale occupa una parte della sinistra orografica e l'accesso è possibile solo per il personale forestale autorizzato. La riserva paesaggistica include l'alveo del fiume e i piccoli siti rurali abitati adiacenti. La riserva orientata invece comprende il resto della val di Mello e le valli adiacenti, come la Val del Ferro.
Il sentiero di accesso alla valle dalla frazione di San Martino (il paese più alto della Val Masino, situato all'imbocco della Val di Mello) è percorribile in circa 20-30 minuti. È possibile accedere in automobile nella riserva paesaggistica solo in certi periodi dell'anno previo pagamento di un ticket; il numero di automobili che possono accedere giornalmente è limitato. Durante il periodo estivo l'accesso in automobile è vietato.
All'interno della riserva paesaggistica sono comunque presenti alcune attività turistiche di alloggio e ristoro, che però devono comunque sottostare ai criteri di turismo sostenibile sanciti da varie delibere comunali e provinciali.

## Sito d'arrampicata

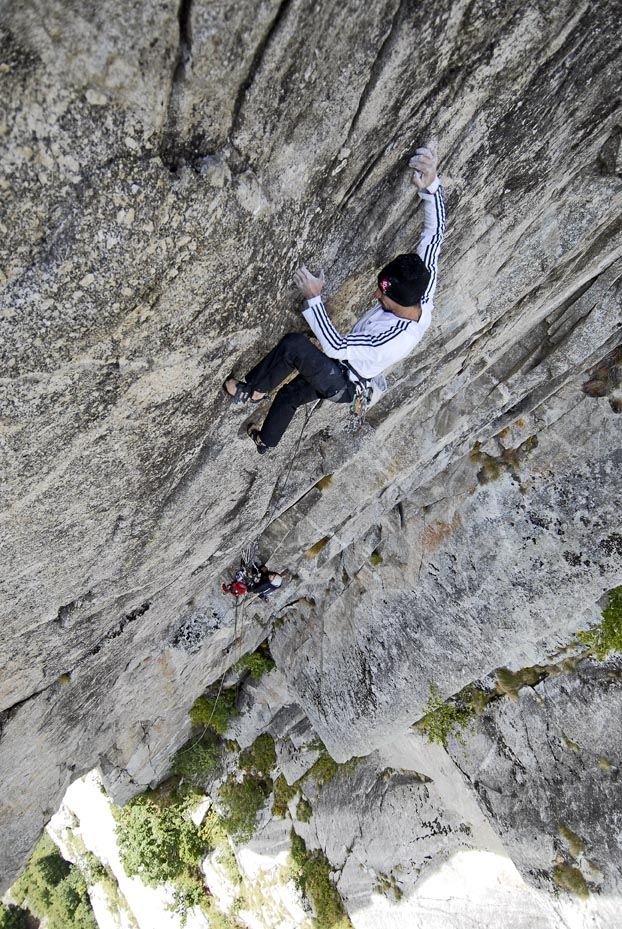
L'arrampicatore Simone Pedeferri scala la via Non sei più della mia banda (700 m, 8a+ max, 7a+ obbl.), al Precipizio degli Asteroidi

La Val di Mello è un importante sito d'arrampicata per il bouldering e le vie lunghe su roccia di granito.

### Vie lunghe
Sono presenti una ventina di pareti, tra le più conosciute:
- Precipizio degli Asteroidi:[7] parete di 400 metri con una decina di vie, tra cui la famosa Oceano Irrazionale, via di Ivan Guerini e Mario Villa del 1977.[8]
- Scoglio delle Metamorfosi:[9] parete di 200 metri su cui sale la famosa via in fessura Luna Nascente, salita per la prima volta da Antonio Boscacci, Mirella Ghezzi, Graziano Milani nel 1978.[10]
- Monte Qualido:[11] parete dai 400 agli 800 metri.

### Bouldering
Sui massi della Val di Mello sono tracciati più di 2000 passaggi. Ogni anno vi si disputava il famoso raduno internazionale di bouldering, il Melloblocco.

### Arrampicata sportiva
Sono presenti più di 300 vie di arrampicata sportiva di ogni tipologia, dai gradi più bassi fino al 9a. La più iconica area di arrampicata è quella del "Sasso Remenno", il più grande monolito roccioso d'Europa. 

## Punti d'appoggio
Nella valle ci sono diverse strutture che possono essere usate come punto d'appoggio per le attività escursionistiche e alpinistiche:
- Bivacco Manzi-Pirotta
- Bivacco Odello-Grandori
- Bivacco Molteni-Valsecchi
- Bivacco Kima
- Rifugio Allievi-Bonacossa
- Rifugio Mello
- Rifugio Luna Nascente
- Rifugio Rasega